# Etnia Barcelona
Etnia Barcelona is een onafhankelijk brillenmerk uit Barcelona dat zonnebrillen en brillen met acetaatmonturen en minerale glazen ontwerpt en produceert. Het merk staat internationaal bekend om zijn kleurrijke ontwerpen en zijn connectie met kunst.

## Bedrijf
Het merk werd in 2001 opgericht door David Pellicer, de huidige eigenaar. Het bedrijf begon in de jaren 1950, toen de grootvader van David Pellicer, Fulgencio Ramo, zijn eerste brillenfabriek oprichtte. De huidige eigenaar heeft kleur toegevoegd aan het product, dat tot nu toe alleen zwart of bruin was.
De naam Etnia Barcelona verwijst naar het idee om een menselijk merk te zijn, dat respectvol is voor alle etniciteiten. Het merk werd geboren in Barcelona. De slogan #Beanartist is sinds 2017 verbonden aan het merk. Het is een manier om via kunst in opstand te komen.
Anno 2024 heeft de onderneming 500 werknemers en wordt de producten wereldwijd verkocht. Er zijn verkoopkantoren in Miami, Vancouver, Hong Kong en Barcelona. De populariteit van het merk is de afgelopen jaren toegenomen en de producten ervan worden gebruikt door grote internationale beroemdheden zoals Beyoncé, Liam Hemsworth, Selena Gomez, Brad Pitt en Rauw Alejandro. In 2021 werd Etnia Barcelona onderdeel van de eigen Etnia Eyewear Culture-groep van het bedrijf. Een nieuwe groep in de brillensector die drie nieuwe merken omvat: The Readers, Allpoets en Lool. 
In 2016 lanceerde het merk ook een liefdadigheidsproject: de Etnia Barcelona Foundation, met als missie om oogzorg toegankelijk te maken voor risicovolle kinderen om zo hun kwaliteit van leven te verbeteren. Een ander doel is om in ontwikkelingslanden optiekwinkels op te zetten die gerund worden door vrouwen.

## Producten
Het bedrijf ontwerpt, produceert en verkoopt brillen en zonnebrillen. Hoewel het brillenmerk in 2001 werd opgericht, maken ze al drie generaties lang brillen en werken ze samen met grote leveranciers in de sector. Etnia Barcelona ontwerpt al zijn producten op haar hoofdkantoor in Barcelona. Van daaruit beheren ze het productieproces van begin tot eind: van kleur en vormgeving tot productmarketing en aftersalesservice.
Ze werken met zuivere minerale glazen lenzen van de leverancier Barberini SpA, een wereldleider in de productie van optische glazen lenzen.
De monturen zijn gemaakt van acetaat van de Italiaanse leverancier Mazzuchelli 1948. Het gebruikte celluloseacetaat wordt verkregen uit de verwerking van hout en katoen. 
Het merk is bezig om het gebruik van wegwerpplastic uit zijn verpakkingen te elimineren. Anno 2024 worden de verpakkingen gemaakt van van 100% biologisch afbreekbaar maïszetmeel. Hun milieuvriendelijke kunstleren hoesjes bevatten geen giftige stoffen en voldoen aan de milieunormen: REACH, ZDHC, OEKO-TEX Standard 100 en GRS.

## Samenwerkingen
Kunst inspireert het merk, en daarom werkt het samen met belangrijke figuren uit de kunstwereld. Hun eerste samenwerking startte het in 2012, met de Japanse fotograaf Nobuyoshi Araki.
Het jaar daarop (2013) brachten ze een collectie in beperkte oplage uit met het International Klein Blue-pigment, gepatenteerd door Yves Klein. Een ultramarijnblauw dat door ontwerpers over de hele wereld wordt gebruikt.
In 2014 werd samengewerkt met de fotograaf Steve McCurry. Hij fotografeerde de campagne Wild love in Africa, een collectie geïnspireerd door de kleuren van de savanne en de energie van de mensen die er wonen.    
In 2016 brachten ze een eerbetoon aan Jean-Michel Basquiat met hun collectie, geïnspireerd op de culturele stromingen van de kunstenaar. In 2019 brachten ze opnieuw een eerbetoon, ditmaal aan een van de meest invloedrijke figuren uit de populaire muziek: David Bowie.
In 2020 lanceerde het brillenbedrijf een limited edition collectie in samenwerking met de Spaanse kunstenaar Ignasi Monreal. De "Eye" capsule van surrealistische esthetiek was een groot succes, de zanger Rosalia en andere artiesten droegen een limited edition bril.

## Etnia-winkels
Etnia Barcelona verkoopt haar producten via drie kanalen: opticiens, haar website en via zijn fysieke winkels: de vlaggenschipwinkel in de wijk La Ribera in Barcelona en de winkel in La Roca Village.
Het bedrijf beschikt over een netwerk van verkooppunten in de optieksector met 16.000 vestigingen, internationaal verspreid over meer dan 60 landen in Europa, Amerika, Azië, Afrika en Oceanië.
Het merk opende in 2017 zijn eerste winkel in de wijk La Ribera in Barcelona. Het is gevestigd in een modernistisch gebouw dat is gerenoveerd door de studio Lázaro Rosa-Violán onder leiding van architect Jordi Tió, die ook verantwoordelijk was voor het hotel Casa Camper in Barcelona. Het interieur is ontworpen door verlichting en meubilair in de stijl van de jaren 1940 te combineren met avant-gardistische industriële architectonische details. Het pand telt 7 verdiepingen die gewijd zijn aan de brillencultuur, met een ambachtsatelier, showrooms voor klanten en opticiens en de pers, kantoren en een privéterras met uitzicht op de basiliek van Santa María del Mar.
In 2021 werd zijn tweede eigen vestiging geopend. Het is gelegen in La Roca Village, een luxe outlet in Santa Agnès de Malanyanes, Barcelona.